# 55565 아야
(55565) 아야(영어: 55565 Aya; 임시 명칭 : ''2002 AW197)은 고전적 카이퍼대 천체로, 다른 천체와 공명이 일어나지 않는다. 지름은 700 km 이상으로 추정되어 왜소행성 후보 천체로 거론되기도 한다.

## 발견

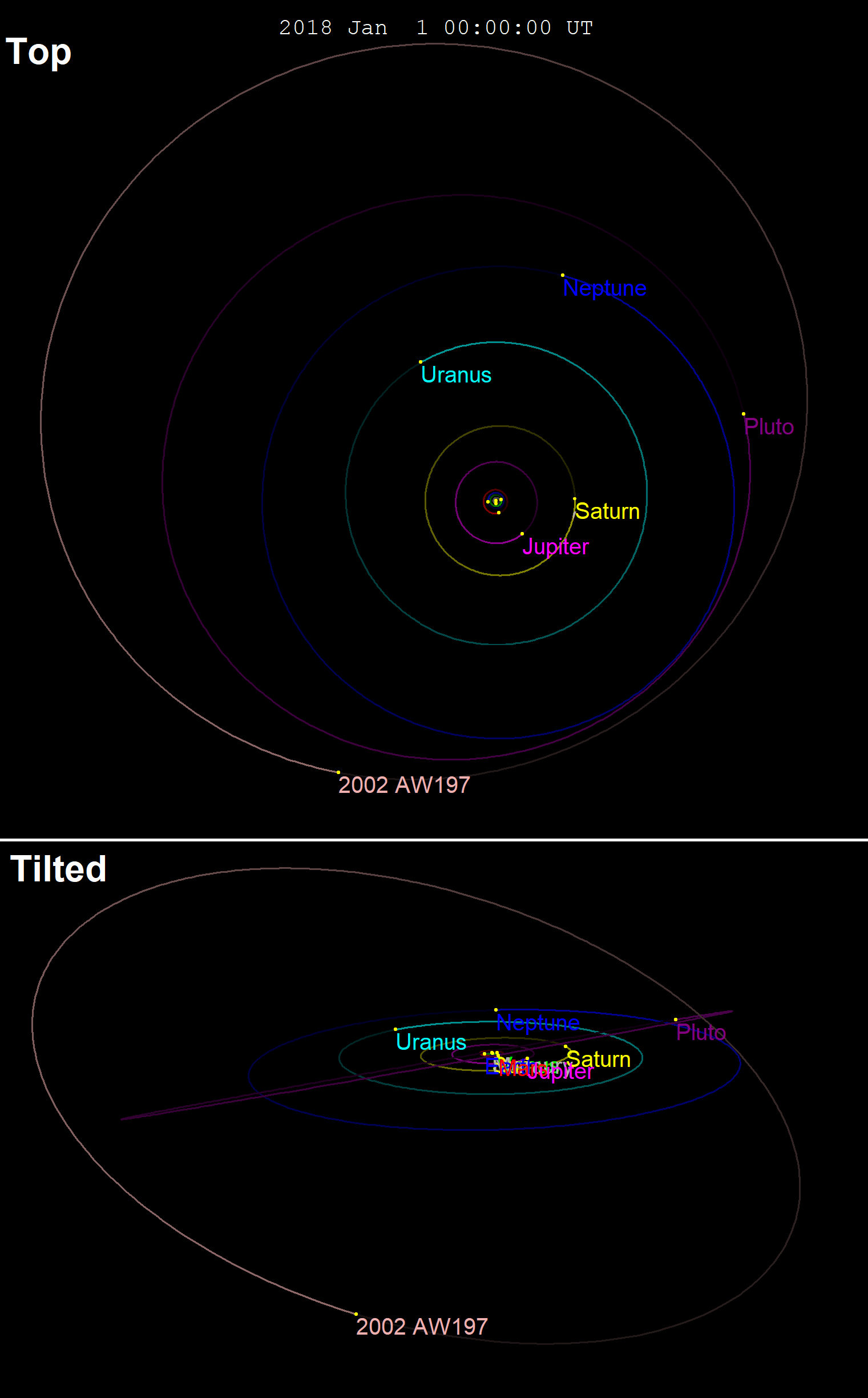
의 궤도 모습으로, 궤도 경사는 상당히 큰 편이다.

2002 AW197은 2002년 1월 10일 캘리포니아 팔로마 천문대에서 마이클 E. 브라운을 주도로 한 팀이 발견하였다. 발견 사실은 같은 해 7월 20일 공식적으로 발표되었으며, 이후 소행성체 번호 55565번을 부여받았다. 특별한 이름이 부여되지 않았기 때문에, 임시 명칭을 아직 정식 명칭의 일부로서 사용하고 있다.
2002 AW197의 발견 공표 이후 1997년 12월 29일 할레아칼라 천문대에서 2002 AW197이 찍혔던 사진이 발견되었으며, 이를 통해 5년의 간격을 두고 천체를 관측한 셈이 되어 궤도를 정밀하게 계산할 수 있었다. 이후로도 허셜 우주망원경, 스피처 우주망원경, 다른 지상 망원경 등을 통한 지속적인 관측이 이루어졌으며, 2020년 기준 2002 AW197의 관측 기록은 총 209개 있다.

## 궤도
2002 AW197은 322.6년마다 태양을 한 번 공전하며, 평균 거리는 47 AU이다. 마지막으로 근일점을 지난 시점은 1754년이며, 2077년 5월에 다시 근일점 41.1 AU 지점을 지나간다.
소행성체 센터에서는 2002 AW197을 역학적으로 뜨거운 고전적 카이퍼대 천체 및 분리천체로 분류하며, 산란원반 천체로는 간주하지 않지만, 심원황도탐사에서는 확장 산란원반 천체로 분류한다.

## 물리적 성질

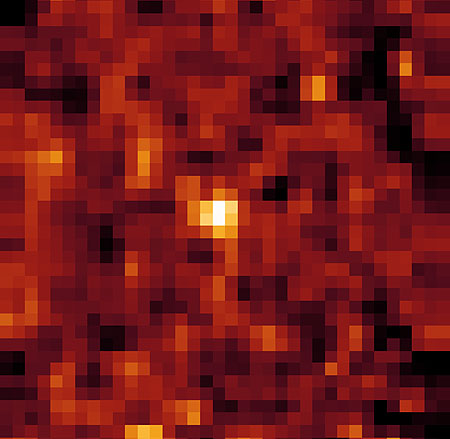
2004년 스피처 우주망원경이 촬영한.

기존에는 다른 카이퍼대 천체와 동일하게 반사율을 0.04로 추정하여 지름을 1,500 km 가량으로 예상했지만, 허셜 우주망원경과 스피처 우주망원경의 관측 결과 반사율을 0.112+0.012
−0.011로 측정하여, 지름이 768 ± 38 km로 수정되었다. 2002 AW197의 크기는 큰 편으로, 정역학적 평형을 이루었을 것으로 추정되며, 따라서 왜행성 후보 천체로도 거론된다. 태양과의 거리와 반사율로만 계산했을 때 표면 온도는 −233 °C ~ −234 °C 사이이다.
광도곡선 분석을 통해 얻어진 자전 주기는 약 8.8시간으로, 2002 AW197은 1번 공전할 때마다 약 320,780번 자전한다. 하지만 현재 광도곡선 관측 결과는 오차율이 30% 정도로, 논란의 여지가 있다.

### 표면
유럽남방천문대의 분광 관측 결과 표면은 적색을 띄며, 얼음이 검출되지 않았다.

## 같이 보기
- 174567 바르다
- 고전적 카이퍼대 천체